# Fred von Lohmann

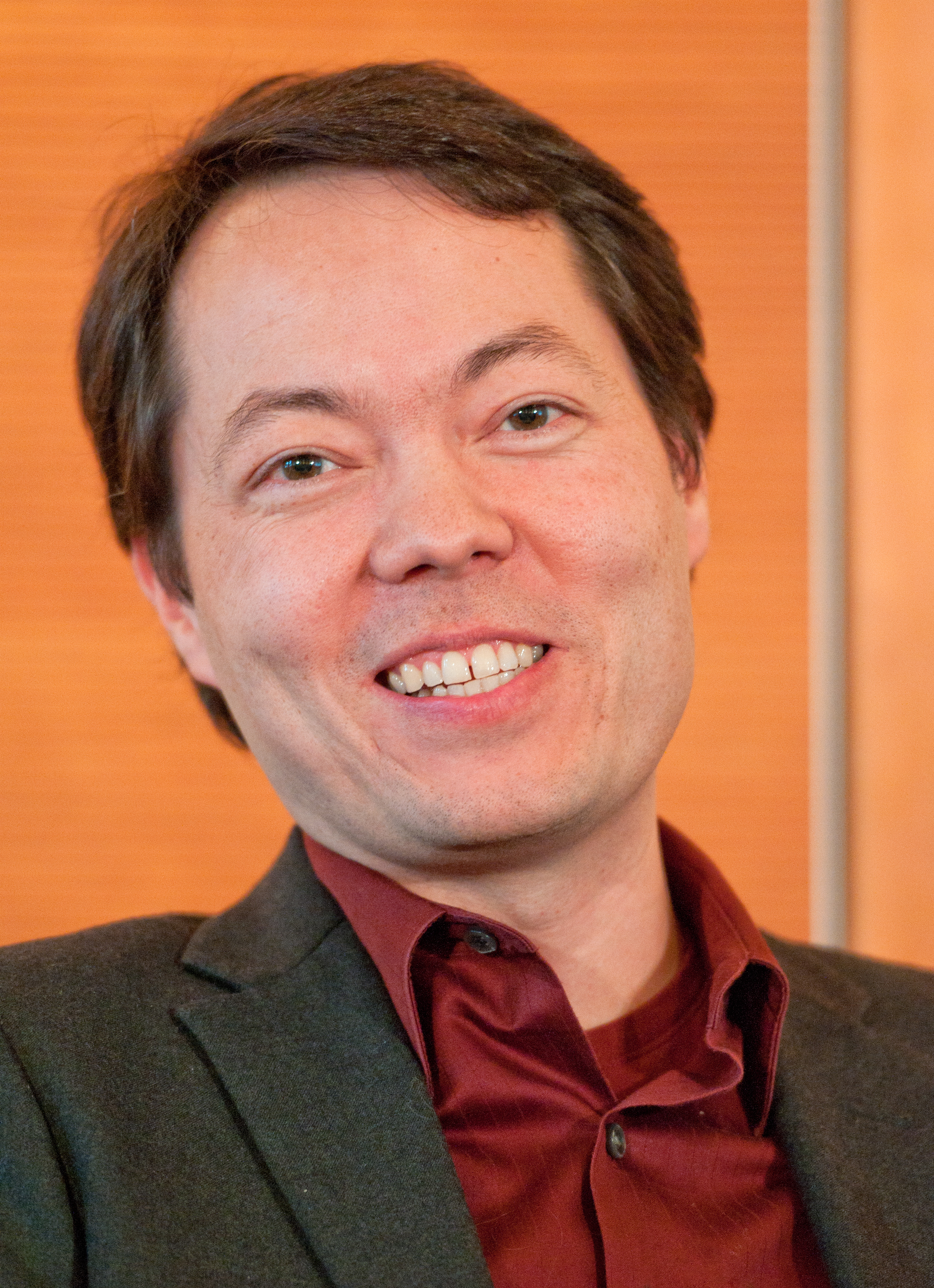
Fred von Lohmann

Fred von Lohmann ist ein amerikanischer Rechtsanwalt, der derzeit beim Internetdienstleister Google als Rechtsbeistand in Urheberrechtsfragen tätig ist. Vor seinem Eintritt bei Google im Juli 2010 stand von Lohmann als Anwalt im Dienst der Electronic Frontier Foundation, wo er auf Fragen des geistigen Eigentums spezialisiert war. Er vertrat in dieser Zeit insbesondere Programmierer in einer Vielzahl von Urheber- und Markenrechtsprozessen.
Vor seinem Eintritt bei der EFF war er Gastforscher beim Berkeley Center for Law and Technology und Mitarbeiter bei der internationalen Anwaltskanzlei von Morrison & Foerster LLP. In den USA wird er des Häufigeren in Medien zitiert und kam bereits zu Auftritten bei CNN und CNBC. Seine Ausbildung absolvierte von Lohmann an der Stanford University sowie an der dazugehörigen Law School. Für seine Leistungen wurde er bereits mit dem California Lawyer of the Year Award sowie dem L. Ray Patterson Copyright Award ausgezeichnet und galt im Jahre 2010 laut der Fachzeitschrift The American Lawyer als eine der 25 einflussreichsten Persönlichkeiten im IT-Sektor.